# Brânzoaică
La Brânzoaica (també anomenat en romanès rătișă, grăbițel, palaneț, poale-n brâu, pampuschi) és un tipus de pastís de tipus plăcintă farcit de formatge a base de massa llevada. És un plat o menjar tradicional romanès.
La brânzoaica normalment s'omplen amb mató fresc (però hi ha altres variants de farcits) i es couen al forn. Hi ha dues variants principals: salat (servit com a aperitiu) i dolç (com a postres). Tradicionalment, s'ungeix amb nata o mel. Es poden menjar freds o calents.

## Variant
El gastrònom Radu Anton Roman diferencia les receptes per preparar formatges (de Muntènia, de Brăila) de la de les potes del cinturó. A DEX, es defineixen com "pastissos de formatge fets amb un full quadrat de massa, les cantonades de les quals es porten sobre el farciment, formant una mena de sobre".
Actualment hi ha diverses varietats de formatge (per forma o composició), més o menys tradicionals, incloses:
- amb mató dolç (fresc), de vegades amb altres additius com
  - panses
  - pomes
  - sèmola i vainilla

- amb formatge de manxa i anet (de vegades amb ceba verda)
- amb urdă
- amb formatge de cabra
- amb pasta de full (recepta vienesa)
- melci (formatge)

## Nom
L'origen del nom "brânzoaica" recorda a brânza, que significa formatge en romanès. A més, el nom pot contenir una indicació d'origen (valac, dobrogeu, maramures, brăila, etc.).
El nom moldau "poale-n brâu" prové de la forma d'embalar (respectivament des de la vora fins al centre del pastís), plegant la massa sobre la composició, de manera que no surti de la massa durant el tractament tèrmic.

## Hàbits i tradicions
A Moldàvia, es donen com a almoines a les finques d'hivern. A Oltènia, tradicionalment es cuina i es consumeix durant la Setmana Blanca.